# Sofala (província)
Sofala é uma província de Moçambique. Situa-se na região centro do país, com uma longa costa, numa reentrância do canal de Moçambique. A sua capital é a cidade costeira da Beira, localizada a cerca de 1190 km a norte da cidade de Maputo, capital do país. Com uma área de 68 018  km² e uma população de 2 221 803 habitantes em 2017, esta província está dividida em 13 distritos e possui, desde 2022, seis municípios.
Nesta situava-se, sob direcção portuguesa, a feitoria de Sofala e o Forte de São Caetano de Sofala.

## Localização
Situada no centro de Moçambique, Sofala partilha a norte e a nordeste o rio Zambeze com as províncias de Tete e da Zambézia. Já a leste a província encontra o Oceano Índico. A sul é separada pelo rio Save da província de Inhambane enquanto a oeste está ligada à província de Manica.

## Demografia

### População
De acordo com os resultados preliminares do Censo de 2017, a província de Sofala tem 2 221 803 habitantes em uma área de 68 018km², e, portanto, uma densidade populacional de 32,7 habitantes por km². Quando ao género, 51,8% da população era do sexo feminino e 48,2% do sexo masculino.
O valor de 2017 representa um aumento de 536 140 habitantes ou 31,8% em relação aos 1 685 663 residentes registados no censo de 2007.
| 1980    | 1997      | 2007      | 2017      |
| 990 732 | 1 289 390 | 1 685 663 | 2 221 803 |

## História
Sofala já era conhecida há muitos séculos. No século X, Almaçudi descreve a importância da mineração e comércio entre o Império dos Mwenemutapas e os árabes e indianos que ali se haviam estabelecido.
Quando os portugueses entraram em contacto com a África Meridional-Oriental (pelo Cabo da Boa Esperança), foram informados do comércio com Sofala: grandes traficantes muçulmanos de Ormuz, de Adém e de outros lugares recebiam o ouro de outros mercadores muçulmanos que captavam o metal para com ele poderem obter os panos de algodão de Cambaia e outras peças vindas do mar Vermelho ou de Guzarate.
O território da actual província era parte integrante da concessão da Companhia de Moçambique, estabelecida em 1891. Com o fim da concessão, o território reverteu para a administração colonial directa portuguesa em 1942. foi constituído o "Distrito da Beira", que passou a ser denominado "Distrito de Manica e Sofala" em 1947. Em 5 de Agosto de 1970 este distrito foi dividido no distrito de Sofala e no distrito de Vila Pery (antigo nome da cidade de Chimoio). Durante o período do Governo de Transição (de 7 de Setembro de 1974 a 25 de Junho de 1975) o distrito de Sofala passou a província de Sofala.  Pelo Decreto-Lei nº 61/75 de 3 de Junho, os distritos de Tambara e Guro foram transferidos desta província para a província de Vila Pery (actual Manica).

## Governo

### Governadores
De 1975 a Janeiro de 2020 a província foi dirigida por um governador provincial nomeado pelo Presidente da República. No seguimento da revisão constitucional de 2018 e da nova legislação sobre descentralização de 2018 e 2019, o governador provincial passou a ser eleito pelo voto popular, e o governo central passou a ser representado pelo Secretário de Estado na província, que é nomeado e empossado pelo Presidente da República.

#### Governadores nomeados
- (1974-1975) Alberto Cangela de Mendonça[9]
- (1975-1978) Tomé Eduardo[10]
- (1980-1981) Mariano de Araújo Matsinha (Ministro-Residente)[11]
- (1981-1983) Armando Emílio Guebuza (Ministro-Residente)[12]
- (1983-1986) Marcelino dos Santos (Dirigente)<[13]
- (1986-1995) Francisco de Assis Masquil[14]
- (1995-2000) Felisberto Paulino Tomás[15]
- (2000-2005) Felício Pedro Zacarias[16]
- (2005-2010) Alberto Clementino Vaquina[17]
- (2010) Maurício Vieira Jacob[18]
- (2010-2012) Carvalho Muária (designado como Substituto Legal)[19]
- (2012-2015) Félix Paulo[20]
- (2015-2018) Maria Helena Taipo[21]
- (2018-2020) Alberto Ricardo Mondlane[22][23]

#### Governadores eleitos
- (2020-) Lourenço Ferreira Bulha[24] Eleito pelo Partido Frelimo

#### Secretários de estado
- (2020-2023) Stella da Graça Pinto Novo Zeca[25][26]
- (2023-2025) Cecília Sandra Jerónimo Francisco Chamutota[27]
- (2025-) Manuel Rodrigues[28]

## Subsdivisões da província

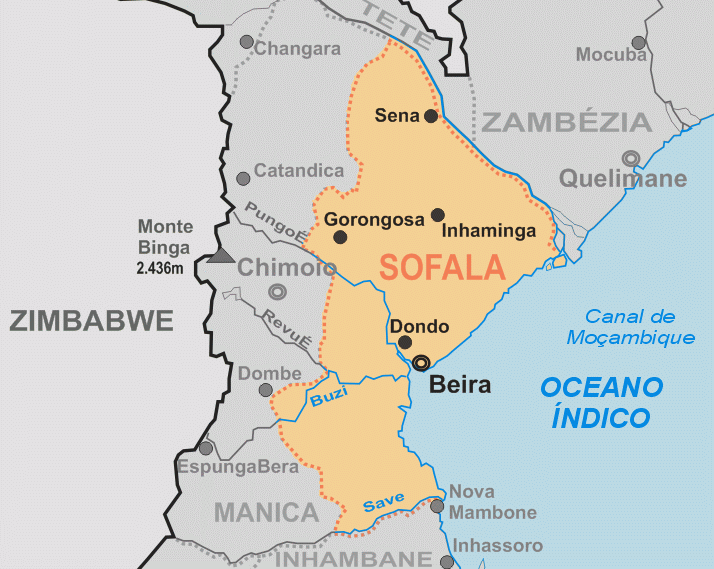
Mapa da província

### Distritos
Sofala está dividida em 13 distritos, os 12 já existentes quando foi realizado o censo de 2007, mais o distrito da Beira, estabelecido em 2013 para administrar as competências do governo central, e que coincide territorialmente com o município do mesmo nome:
- Beira
- Búzi
- Caia
- Chemba
- Cheringoma
- Chibabava
- Dondo
- Gorongosa
- Machanga
- Maringué
- Marromeu
- Muanza
- Nhamatanda

### Municípios
Esta província possui seis municípios:
- Beira (cidade)
- Caia (vila)
- Dondo (cidade)
- Gorongosa (vila)
- Marromeu (vila)
- Nhamatanda (vila)

De notar que a vila de Gorongosa se tornou município em 2008, a de Nhamatanda em 2013 e a de Caia em 2022.